# آزمون اجرای تک نمونه‌ای
آزمون اجرای تک نمونه‌ای یا آزمون تک نمونه‌ای دورها (به انگلیسی: one sample run test) یک آزمون آماری است که مواقعی به کار می‌رود که توالی مقادیر متغیرها را بخواهیم آزمون نماییم که آیا تصادفی بوده‌اند یا نه.

## خصوصیات
بر خلاف آزمون کی دو و آزمونهای دیگر که در آنها توالی متغیرها بی‌اهمیت است، در این آزمون توالی متغیرها مهم و اصل انگاشته می‌شود.به عبارت دیگر، برای اینکه بتوانیم در یک نمونه که در آن رویدادهای مختلف از طرف فرد یا واحد آماری رخ داده‌است، آزمون نماییم که آیا این رویدادها تصادفی است یا نه، به کار برده می‌شود.
هیچ آزمون دیگری همچون این آزمون نمی‌تواند توالی را مورد نظر قرار دهد و برای این منظور منحصر به فرد می‌باشد.